# Breedgeribde astarte
De breedgeribde astarte (Astarte sulcata) is een tweekleppigensoort uit de familie van de Astartidae. De wetenschappelijke naam van de soort werd in 1778 voor het eerst geldig gepubliceerd door Mendes E. da Costa.

## Beschrijving
De breedgeribde astarte heeft een dikke, breed ovale, gelijkwaardige schelp tot 20 tot 30 mm lang. Het is kalkwit of roze met een dik, midden tot donkerbruin periostracum (opperhuid), en is vaak ingelegd en zwart gekleurd rond de prominente umbo's. De schaal heeft ongeveer twintig concentrische ribbels. Er is een duidelijke en diepe hartvormige depressie dorsaal voor de snavel (lunule) en een diepe langwerpige depressie dorsaal achter de snavel (rozet), beide in lengterichting gesplitst door de scharnierlijn. De littekens van de adductoren en de palliale lijn zijn duidelijk. De binnenschaalrand is gekarteld.

## Verspreiding en leefgebied
Het verspreidingsgebied van de breedgeribde astarte loopt van Groenland en IJsland via het westelijke deel van de Oostzee en de Deense kust, via de Britse Eilanden tot Noordwest-Afrika en de Middellandse Zee (dieper water). In de Noordzee beperkt tot de noordelijke helft. Het wordt sublitoraal gevonden in modderig zand tot grind van 5 meter tot aanzienlijke diepten (circa 2.500 meter).